# Васкулогенез
Васкулогенез — первая стадия образования кровеносных сосудов в эмбриональный период. Второй стадией является ангиогенез — образование новых кровеносных сосудов на основе имеющейся системы сосудов. В ходе васкулогенеза предшественники эндотелиальных клеток -- ангиобласты -- мигрируют и дифференцируются, образуя однослойные капилляры. Дифференцирование ангиобластов в эндотелиальные клетки определяется факторами роста клеток эндотелия, колониестимулирующим фактором и компонентами внеклеточного матрикса. В ходе дальнейшего ангиогенеза сеть капилляров удлиняется и расширяется.
Во взрослом организме васкулогенез происходит при развитии опухолевых клеток, при восстановлении после повреждения кровеносной системы.